# Ballinasloe Chess Club
Ballinasloe Chess Club – irlandzki klub szachowy z siedzibą w Ballinasloe.

## Historia
Klub został założony w 2004 roku. Uczestniczył w takich rozgrywkach jak Leinster League i National Club Championship. W 2018 roku zespół zajął trzecie miejsce w rozgrywkach National Club Championship, za Gonzaga Chess Club i Dublin Chess Club. Następnie, również w 2018 roku, klub uczestniczył w Pucharze Europy. Irlandzki zespół zremisował wówczas z Brønshøj SF, a przegrał pięć spotkań (z SF Wirtzfeld, KSH Drejtësia, Caissą Chania, KSH Dardania i Dublin Chess Club) i w klasyfikacji zajął przedostatnie, 60. miejsce.